# 第99回日劇學院賞
←第98回 - 第99回 - 第100回→
第99回日劇學院賞，針對2018年10月到12月在日本播出之秋季檔連續劇所做出的投票與評比。本季獲最優秀作品賞為TBS電視台的《中學聖日記》，此劇共獲四項獎本季最多。

## 得獎名單

### 最優秀作品賞
1. 中學聖日記[1]
2. 我是大哥大!!
3. 大戀愛～和忘記我的你
4. 昭和元祿落語心中
5. 無法成為野獸的我們

- 讀者票：1. 中學聖日記；2. 我是大哥大!!；3. 我和尾巴與神樂坂（日语：僕とシッポと神楽坂）；4. 大戀愛～和忘記我的你；5. 刑警與大盗 -警視廳搜查三課-（日语：ドロ刑#テレビドラマ）
- 記者票：1. 中學聖日記；2. 我是大哥大!!；3. 大戀愛～和忘記我的你；4. 無法成為野獸的我們；5. 下町火箭
- 評審票：1. 昭和元祿落語心中； 2. 大戀愛～和忘記我的你； 3. 我是大哥大!!；3. 下町火箭； 5. 西鄉殿； 5. 黑色醜聞

### 主演男優賞
1. 賀來賢人（我是大哥大!!）[2]
2. 岡田將生（昭和元祿落語心中）
3. 鈴木亮平（西鄉殿）
4. 高橋一生（我們的奇蹟（日语：僕らは奇跡でできている））
5. 阿部寬（下町火箭）

- 讀者票：1. 賀來賢人（我是大哥大!!）；2. 相葉雅紀（我和尾巴與神樂坂）；3. 中島健人（刑警與大盗 -警視廳搜查三課-）；4. 鈴木亮平（西鄉殿）；5. 松田龍平（無法成為野獸的我們）
- 記者票：1. 賀來賢人（我是大哥大!!）；2. 鈴木亮平（西鄉殿）；3.阿部寬（下町火箭）；4. 岡田將生（昭和元祿落語心中）；4. 松田龍平（無法成為野獸的我們）
- 評審票：1. 岡田將生（昭和元祿落語心中）； 2. 鈴木亮平（西鄉殿）； 3. 賀來賢人（我是大哥大!!）；4. 高橋一生（我們的奇蹟）； 5. 阿部寬（下町火箭）

### 主演女優賞
1. 戶田惠梨香（大戀愛～和忘記我的你）[3]
2. 有村架純（中學聖日記）
3. 新垣結衣（無法成為野獸的我們）
4. 米倉涼子（Legal V 不敗律師（日语：リーガルV〜元弁護士・小鳥遊翔子〜））
5. 山口紗彌加（黑色醜聞）

- 讀者票：1. 有村架純（中學聖日記）；2. 戶田惠梨香（大戀愛～和忘記我的你）；3. 新垣結衣（無法成為野獸的我們）；4. 米倉涼子（Legal V 不敗律師）；5. 高畑充希（忘卻的幸子（日语：忘却のサチコ））
- 記者票：1. 戶田惠梨香（大戀愛～和忘記我的你）；2. 有村架純（中學聖日記）；3. 新垣結衣（無法成為野獸的我們）；4. 米倉涼子（Legal V 不敗律師）；5. 田中麗奈（參拜三人組（日语：ぬけまいる#テレビドラマ））
- 評審票：1. 戶田惠梨香（大戀愛～和忘記我的你）； 2. 米倉涼子（Legal V 不敗律師）； 3. 新垣結衣（無法成為野獸的我們）；4. 有村架純（中學聖日記）； 5. 山口紗彌加（黑色醜聞）

### 助演男優賞
1. 岡田健史（中學聖日記）[4]
2. 室剛（大戀愛～和忘記我的你）
3. 伊藤健太郎（我是大哥大!!）
4. 山崎育三郎（昭和元祿落語心中）
5. 林遣都（Legal V 不敗律師）

- 讀者票：1. 岡田健史（中學聖日記）；2. 室剛（大戀愛～和忘記我的你）；3.伊藤健太郎（我是大哥大!!）；4. 小瀧望（我和尾巴與神樂坂）；5. 遠藤憲一（刑警與大盗 -警視廳搜查三課-）
- 記者票：1. 岡田健史（中學聖日記）；2. 室剛（大戀愛～和忘記我的你）；3.伊藤健太郎（我是大哥大!!）；3. 太賀（我是大哥大!!）；5. 林遣都（Legal V 不敗律師）
- 評審票：1. 山崎育三郎（昭和元祿落語心中）； 1. 室剛（我是大哥大!!）； 1. 室剛（大戀愛～和忘記我的你）；4. 伊藤健太郎（我是大哥大!!）；5. 瑛太（西鄉殿）；5. 林遣都（Legal V 不敗律師）

### 助演女優賞
1. 吉田羊（中學聖日記）[5]
2. 黑木華（無法成為野獸的我們）
3. 橋本環奈（我是大哥大!!）
4. 清野菜名（我是大哥大!!）
5. 廣瀨愛麗絲（騷擾遊戲（日语：ハラスメントゲーム#テレビドラマ））

- 讀者票：1. 吉田羊（中學聖日記）；2. 清野菜名（我是大哥大!!）；3.廣末涼子（我和尾巴與神樂坂）；4. 橋本環奈（我是大哥大!!）；5. 夏川結衣（中學聖日記）
- 記者票：1. 橋本環奈（我是大哥大!!）；2. 黑木華（無法成為野獸的我們）；3. 吉田羊（中學聖日記）；4. 清野菜名（我是大哥大!!）；5. 伊藤沙莉（無法成為野獸的我們）
- 評審票：1. 黑木華（西鄉殿）； 1. 黑木華（無法成為野獸的我們）； 1. 廣瀨愛麗絲（騷擾遊戲（日语：ハラスメントゲーム#テレビドラマ））；4. 清野菜名（我是大哥大!!）；4. 菜菜緒（Legal V 不敗律師）；4. 井本絢子（下町火箭）

### 主題曲賞
1. 《序幕》Uru（中學聖日記）[6]
2. 《男人的勳章（日语：男の勲章）》我是大哥大樂團（我是大哥大!!）
3. 《幻》柚子（昭和元祿落語心中）
4. 《Old fashion（日语：オールドファッション）》back number（大戀愛～和忘記我的你）
5. 《今夜就這樣》愛繆（無法成為野獸的我們）

- 讀者票：1. 《序幕》Uru（中學聖日記）；2. 《男人的勳章》我是大哥大樂團（我是大哥大!!）；3. 《你的歌》嵐（我和尾巴與神樂坂）；4. 《Old fashion》back number（大戀愛～和忘記我的你）；5. 《佈滿機關的溫柔（日语：カラクリだらけのテンダネス/すっぴんKISS）》Sexy Zone（刑警與大盗 -警視廳搜查三課-）
- 記者票：1. 《序幕》Uru（中學聖日記）；2. 《男人的勳章》我是大哥大樂團（我是大哥大!!）；3. 《Old fashion》back number（大戀愛～和忘記我的你）；4. 《今夜就這樣》愛繆（無法成為野獸的我們）；5. 《白皚》Vicke Blanka（日语：ビッケブランカ）（無法成為野獸的我們）
- 評審票：1.《幻》柚子（昭和元祿落語心中）；2.《男人的勳章》我是大哥大樂團（我是大哥大!!）；3. 《half of me（日语：half of me）》平井堅（黄昏流星群）；4. 《序幕》Uru（中學聖日記）；5. 《白皚》Vicke Blanka（無法成為野獸的我們）；5. 《你的歌》嵐（我和尾巴與神樂坂）；5. 《Old fashion》back number（大戀愛～和忘記我的你）；5.《凝視著風》可苦可樂（騷擾遊戲）

### 劇本賞
1. 大石静（日语：大石静）（大戀愛～和忘記我的你）[7]
2. 野木亞紀子（無法成為野獸的我們）
3. 金子亞里沙（日语：金子ありさ）（中学聖日記）

### 導演賞
1. 福田雄一、鈴木勇馬（我是大哥大!!）[8]
2. 塚原亞由子、竹村謙太郎、坪井敏雄、府川亮介（中學聖日記）
3. 金子文紀、岡本伸吾、棚澤孝義（大戀愛～和忘記我的你）

## 外部連結
- 第99回日劇學院賞 （页面存档备份，存于）